# Pouillenay
Pouillenay – miejscowość i gmina we Francji, w regionie Burgundia-Franche-Comté, w departamencie Côte-d’Or.
Według danych na rok 1990 gminę zamieszkiwały 523 osoby, a gęstość zaludnienia wynosiła 35 osób/km² (wśród 2044 gmin Burgundii Pouillenay plasuje się na 440. miejscu pod względem liczby ludności, natomiast pod względem powierzchni na miejscu 647.).